# Rapala suffusa
Rapala suffusa är en fjärilsart som beskrevs av Moore 1878. Rapala suffusa ingår i släktet Rapala och familjen juvelvingar. Inga underarter finns listade.

## Bildgalleri

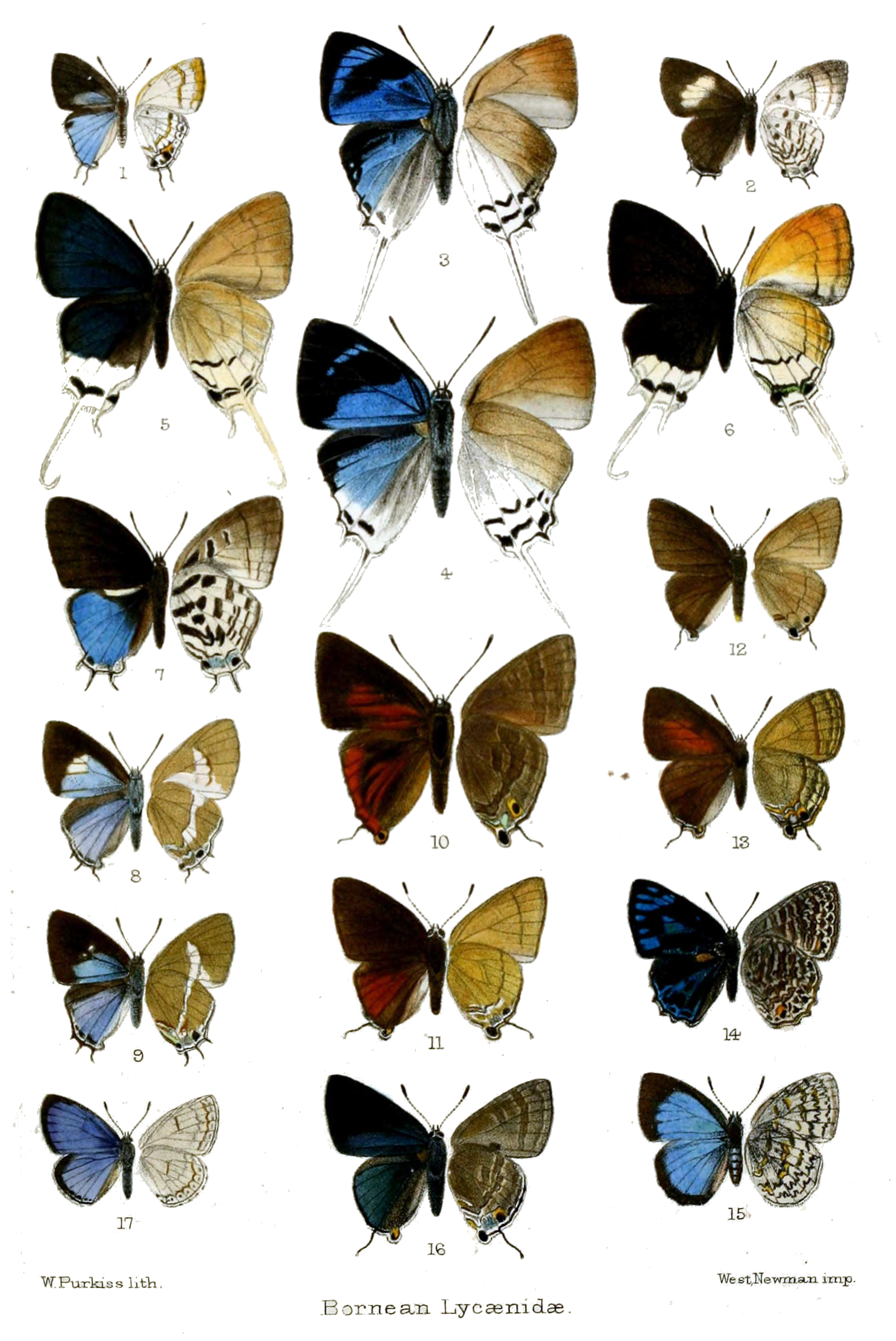
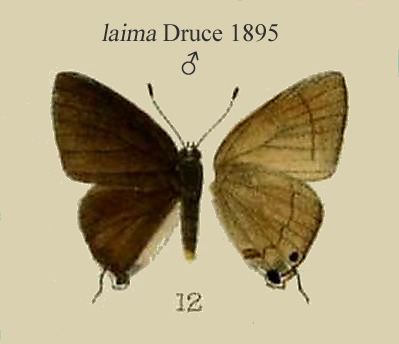
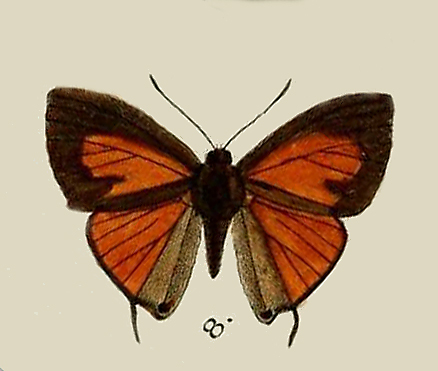